# Andernacher Spar- und Darlehnskassenverein
Der Andernacher Spar- und Darlehnskassenverein mit Sitz in Andernach im heutigen Landkreis Mayen-Koblenz in Rheinland-Pfalz wurde am 27. März 1867 gegründet.
Im Jahr 1942 wurde der Andernacher Spar- und Darlehnskassenverein in Volksbank Andernach umbenannt. 1944 wurde die 1910 gegründete Gewerbebank Andernach übernommen. Die durch weitere Zusammenschlüsse (siehe auch Burgbrohler Darlehnskassenverein) größer gewordene Volksbank Andernach fusionierte im Jahr 2000 mit der heutigen Volksbank RheinAhrEifel.